# Satz von Darmois-Skitowitsch
Der Satz von Darmois-Skitovich ist ein Satz aus der Stochastik, der die Normalverteilung über unabhängige Linearformen von Zufallsvariablen charakterisiert. Der Satz ist in der mathematischen Statistik von Bedeutung, da dort in der Regel die Verteilung nicht bekannt ist.
Er ist benannt nach dem französischen Mathematiker Georges Darmois und dem russischen Mathematiker Viktor Pawlowitsch Skitowitsch.

## Formulierung des Satzes
Seien {\displaystyle (X_{i})_{i=1}^{n}} unabhängige Zufallsvariablen und {\displaystyle \alpha _{i},\beta _{i}\neq 0,\forall i=1,\dots ,n}. Sind nun {\displaystyle L_{1}=\sum _{i=1}^{n}\alpha _{i}X_{i}} und {\displaystyle L_{2}=\sum _{i=1}^{n}\beta _{i}X_{i}} unabhängig, dann sind alle {\displaystyle (X_{i})_{i=1}^{n}} normalverteilt.

## Erläuterung des Satzes
Der Satz zeigt, dass die Unabhängigkeit der Linearformen der Zufallsvariablen zur Charakterisierung der Normalverteilung genügt und verzichtet auf die Bedingung der identischen Verteilung.